# Cercle Athlétique Spora Luxemburg
El Cercle Athlétique Spora Luxemburg fou un club de futbol luxemburguès de la ciutat de Luxemburg.

## Història
El club es formà l'any 1923 com a resultat de la fusió dels clubs Racing Club Luxemburg i Sporting Club Luxemburg, dos dels clubs més destacats dels inicis del futbol al país.
L'any 2005, l'Spora es fusionà amb dos altres clubs de la ciutat, el CS Alliance 01 i l'Union Luxemburg per formar l'actual Racing FC Union Luxemburg.

## Palmarès
- Lliga luxemburguesa de futbol:[1]

Campions (11): 1924-25, 1927-28, 1928-29, 1933-34, 1934-35, 1935-36, 1937-38, 1948-49, 1955-56, 1960-61, 1988-89
Finalistes (10): 1923-24, 1925-26, 1929-30, 1930-31, 1932-33, 1944-45, 1951-52, 1958-59, 1966-67, 1987-88
- Copa luxemburguesa de futbol:[2]

Campions (8): 1927-28, 1931-32, 1939-40, 1949-50, 1956-57, 1964-65, 1965-66, 1979-80
Finalistes (8): 1924-25, 1928-29, 1929-30, 1930-31, 1933-34, 1944-45, 1962-63, 1986-87